# Jack Kelsey
Pour les articles homonymes, voir Kelsey.
Jack Kelsey, né le 19 novembre 1929 à Swansea (Pays de Galles), mort le 18 mars 1992 à Londres (Angleterre), est un footballeur gallois, qui évoluait au poste de gardien de but à Arsenal et en équipe du Pays de Galles.
Kelsey n'a marqué aucun but lors de ses quarante-et-une sélections avec l'équipe du Pays de Galles entre 1954 et 1962.

## Carrière de joueur
- 1949-1963 : Arsenal

## Palmarès

### En équipe nationale
- 41 sélections et 0 but avec l'équipe du Pays de Galles entre 1954 et 1962.
- Participation à la Coupe du monde de football de 1958

### Avec Arsenal
- Vainqueur du Championnat d'Angleterre de football en 1953.
- Vainqueur de la Coupe d'Angleterre de football en 1950.
- Vainqueur du Charity Shield en 1953.